# 李明 (1974年)
李明（1974年9月—），男，大学毕业，中华人民共和国外交官。曾任中华人民共和国驻所罗门群岛特命全权大使，现任中华人民共和国驻塞尔维亚共和国特命全权大使。

## 生平
李明1995年进入中华人民共和国外交部工作，先后在外交部礼宾司、驻多伦多总领事馆、外交部北美大洋洲司任职。2013年，任驻澳大利亚大使馆参赞。2016年，任外交部北美大洋洲司参赞，后升任副司长。2020年9月，出任中华人民共和国驻所罗门群岛大使。2023年9月，自驻所罗门群岛大使离任，出任中华人民共和国驻塞尔维亚大使。

## 家庭
已婚，有一子。